# Барч, Юрген
Ю́рген Барч (нем. Jürgen Bartsch) (настоящее имя Карл-Хайнц Задроци́нски (нем. Karl-Heinz Sadrozinski); 6 ноября 1946, Эссен — 28 апреля 1976, Липпштадт) — немецкий серийный убийца, насильник и педофил.

## Биография
Карл Хайнц Задроцински был внебрачным сыном Анны Задроцински, которая умерла от туберкулёза вскоре после родов. Первые месяцы своей жизни Задроцински провёл в одной из клиник города. На 11-м месяце жизни был взят на воспитание в бездетную семью Гертруды и Герхарда Барч из города Фельберт. Супруги изменили имя ребёнка на Юрген Барч.
Мачеха Юргена, страдавшая синдромом навязчивых состояний, придавала чрезмерное внимание чистоте; она не позволяла ему пачкаться и играть с другими детьми. Такое отношение продолжалось вплоть до совершеннолетия Юргена и даже в 19-летнем возрасте она его мыла в ванной.
Первое убийство Барч совершил, ещё будучи подростком. Он относился к типу преступников, склонных к садизму и педофилии. Всех жертв он заманивал в военный бункер, где и расправлялся с ними: сначала насиловал, а впоследствии расчленял. Последней, пятой жертве, удалось бежать.
В 1966 году Барча арестовали, и он признался в совершенных преступлениях. В конце 1967 года его приговорили к пожизненному заключению, однако в 1971 году после апелляции по решению другого суда срок был сокращен до 10 лет, и Барч был помещен в психиатрическую клинику в Липпштадте. Здесь в 1974 году он женился на Гизеле Дейке — медсестре из Ганновера.
В период лечения его не покидали фантазии садистской направленности, поэтому во избежание пожизненного заключения в психиатрической клинике Барч согласился на кастрацию. Операция была проведена в Эйкельборнском госпитале, однако в её ходе ему по ошибке ввели десятикратную дозу фторотана, что вызвало смерть Барча. Данное обстоятельство может вызывать сомнения в случайности инцидента.
В 2002 году на экраны Германии вышел фильм о судьбе Юргена Барча режиссёра Кая С. Пика «Всю жизнь в коротких штанишках. Дело Юргена Барча».

## Жертвы
- 1962 — Клаус Юнг, 8 лет (Барчу в данный момент было 15 лет).
- Рудольф Фукс, 13 лет.
- Ульрих Кальвайс, 12 лет.
- Май 1966 — Манфред Грасман, 11 лет.
- Июнь 1966 — Петер Фреезэ, 11 лет (единственная выжившая жертва).